# Villancico
Un villancico  est une composition poétique et musicale du Moyen Âge et de la Renaissance ibérique, que l'on retrouve dans les littératures espagnole (villancico) et portugaise (vilancete), proche des noëls français. C'est un chant qui est donné à la période de Noël.

## Présentation
La tradition des villancicos remonte au XIIIe siècle, bien que ces chants soient à l'origine des chansons profanes chantées pendant les célébrations comme celle de Noël. Ce n'est que postérieurement que les villancicos commencèrent à être chantés dans les églises et à être associés spécifiquement à la Noël.
Les premières chansons que l'on peut appeler ainsi étaient en réalité des danses médiévales avec chant. Elles n'avaient aucun contenu religieux mais l'Église reprit à son compte les coutumes populaires et s'appropria des villancicos pour les inclure dans la liturgie. De même elle suscita ses propres villancicos. Le plus important recueil apparut en 1582 sous le nom de Piæ Cantiones (« Chansons pieuses »), écrites en latin ; beaucoup d'entre elles ont été traduites et sont devenues des hymnes très connus.
Le villancico a subi au cours de son histoire divers avatars et beaucoup ont été oubliés par le fait même de l'Église qui les considérait comme peu appropriés ; d'autres sont apparus malgré l'interdiction de chanter des villancicos sur des textes non bibliques.
En Espagne, le mot villancico désigne aussi un type de chanson populaire non lié à Noël. Il s'agit d'un type de composition musicale dérivée à l'origine d'une mélodie chantée par les villanos (vilains) et qui à la Renaissance, aux XVe et XVIe siècles, se convertit en chanson à une voix avec accompagnement de la vihuela ou en chanson pour trois ou quatre voix, gardant dans tous les cas ses racines populaires.